# Mario Boon
Pour les articles homonymes, voir Boon.
Mario Boon, né le 15 août 1974 à Saint-Trond (province de Limbourg), est un auteur de bande dessinée belge néerlandophone. Il est également connu sous le nom de plume Puk Boss.

## Biographie
Mario J.E. Boon naît le 15 août 1974 à Saint-Trond.
À l'âge de 17 ans, il recourt à l'auto-édition pour un album de gags sur les pingouins. Après deux autres livres sur les pingouins, la série est rachetée par l'éditeur Hans Matla de La Haye. Il s'inscrit ensuite à l'Institut Saint-Luc de Gand et obtient un diplôme en illustration et design. Il commence sa carrière comme illustrateur indépendant et il travaille pour le journal flamand De Morgen. Il sollicite à l'instigation d'un ancien professeur et trouve un emploi au Studio 100, où il travaille pendant deux ans, tout en réalisant également des travaux d'illustration pour des livres et des magazines pour enfants.
En 1999, De Eenhoorn publie le premier livre pour enfants de Mario Boon, intitulé De Kip van Huub,. La même année, il réalise encore la biographie du prêtre et poète Guido Gezelle publié aux éditions De Striep. Il travaille ensuite brièvement dans la publicité. Pour le département flamand des éditions Dupuis, il dessine quelques livres sur le groupe punk rock X!NK. Il crée le site Pulp de Luxe, un vivier de jeunes talents. Grâce à ce site, il entre en contact avec l'artiste hollandais Freek van Haagen, avec qui il crée la série Zornik. Il est le dessinateur de la série humoristique pour enfants Mon en Tuur, écrite par Pieter van Oudheusden (nl) et publiée dans Het Blad van Vos en Haas et collectée en albums aux éditions Balloon Books.
En 2007, ensemble avec Kristof Spaey et d'autres ils remportent le Clickburg Webcomic Award, ou Clickie dans la catégorie Group Clickie, pour Pulp deLuxe.
Pour la série de comics Star Trek de John Byrne, il est le coloriste pour les cinq opus publiés IDW Publishing par en 2009.
De plus, il crée le webcomic Fiona Poppy. Dark Dragon Books commence à publier sa trilogie apocalyptique Doomsdag 9 11 19, qu'il réalise avec l'écrivain LeON, en 2014. La même année, via la plateforme de financement participatif Ulule, il publie le collectif Envies d'Ailleurs. Il est déjà  l'auteur de presque 30 bandes dessinées et livres d'enfants publiés dans différents pays et participe à des comics comme les Texas Strangers pour l'éditeur américain Image Comics, en tant que coloriste, encreur ou dessinateur de couverture.
C'est aux côtés du docteur Luc Colemon qu'il réalise le roman graphique John sur l'importance de la détection rapide du cancer colorectal publié aux éditions Ballon Comics en 2019.
En 2022, il réalise seul le one shot historique Onze oorlog publié par Standaard Uitgeverij. Il met en scène Monsieur le curé — auquel il donne les traits de son défunt ami Pieter van Oudheusden — pendant la Seconde Guerre mondiale à Wilderen et les atrocités du Fort de Breendonk.
L'année suivante, il sort le roman graphique Sunny side up - Le soleil, un ami dangereux dont il assume le scénario avec le dermatologue Thomas Maselis et Meg Heidbuchel aux éditions De Boekenmaker,. L'ouvrage qui conte une jeune femme se préparant pour un marathon, vise à la prévention des cancers de la peau, est aussi traduit en anglais,,,. Il revient au one shot historique sur la même période et il réalise seul Vreemde vogels boven Eben-Emael,, [« Drôles d'oiseaux dans le ciel d'Eben-Emael »] autour des faits de guerre qui se sont déroulés au fort d'Eben-Emael avec une mise en couleur de Shirow Di Rosso. L'ouvrage est publié simultanément en néerlandais et en français par Standaard avec le soutien de la Loterie nationale et la province de Liège. 
Depuis 2022, il préside le jury du prix Gouden Wullok [« Bulot d'or »] récompensant le meilleur débutant néerlandophone décerné lors du weekend de la bande dessinée d'Ostende. Il remet ce prix pour la première fois à Miel Vandepitte pour son roman graphique Centralia.

### Vie privée
Il vit à Mont-Saint-Amand avec son épouse, ses enfants et ses deux chats.

## Œuvres

### Illustration
- Le Grand Livre de Papa, Nel Kleverlaan, Gie Van Roosbroeck, avec Ellen Cornelis, Chantecler, Aartselaar, 2005  (ISBN 9782803443475)
- Jeux de réflexion amusants, Son Tyberg, Chantecler, Aartselaar, 2006  (ISBN 9782803447459)
- Le Livre du jeune papa, avec Ellen Cornelis, Chantecler, Aartselaar, 2011  (ISBN 9782803454051)

#### Mène L'enquête Avec Max 003
- L'Énigme du château hanté, Son Tyberg, Chantecler, Aartselaar, 2002  (ISBN 9782803441341)
- À la chasse au trésor, Son Tyberg, Chantecler, Aartselaar, 2002  (ISBN 9782803441358)
- Sur la piste du singe disparu, Son Tyberg, Chantecler, Aartselaar, 2002  (ISBN 9782803441334)

### Roman graphique

#### Sunny side up - Le soleil, un ami dangereux
- Sunny side up - Le soleil, un ami dangereux[10],[12], De Boekenmaker, avril 2023
Scénario : Thomas Maselis, Meg Heidbuchel, Mario Boon - Dessin : Mario Boon - Couleurs : Marloes Dekkers -  (ISBN 9789464364491)

### One shots
- Drôles d'oiseaux dans le ciel d'Eben-Emael, Standaard Uitgeverij, Anvers, 10 mai 2024
Scénario et dessin : Mario Boon - Couleurs : Shirow Di Rosso -  (ISBN 978-90-02-28163-1)